# 帕维尔·雷恰戈夫
帕维尔·瓦西里耶维奇·雷恰戈夫（俄语：Па́вел Васи́льевич Рычаго́в，1911年1月2日—1941年10月28日），是苏联空军的王牌飞行员。

## 生平
1911年，出生在莫斯科州农村。1928年，在苏联空军服役。1931年，毕业，成为飞行员。1936年，参加西班牙内战。1937年，作为苏联航空志愿队高级顾问到中国参加抗日战争。1938年，加入布尔什维克，同年2月指挥苏联航空志愿队和中华民国空军跨海对台湾展开了松山空袭。1939年，任苏军第9集团军空军司令参加苏芬战争。1940年，升为中将。1941年，任苏联副国防人民委员。1941年4月至5月，苏共中央政治局对空军出现的高事故率进行了调查并在1941年清洗红军，雷恰戈夫受牵连被免职。10月遭逮捕枪毙。

### 引用
1. ↑  .   [2018-01-13]. （原始内容存档于2020-02-22）.

## 外部鏈結
- 帕维尔·瓦西里耶维奇·雷恰戈夫 （页面存档备份，存于） Герои страны ("Heroes of the Country") （俄文）